# Ком-Хамада
Ком-Хамада (араб. كوم حمادة‎) — город на севере Египта, расположенный на территории мухафазы Бухейра.

## Географическое положение
Город находится на востоке мухафазы, в западной части дельты Нила, к западу от Розеттского рукава, на расстоянии приблизительно 34 километров к юго-востоку от Даманхура, административного центра провинции. Абсолютная высота — 13 метров над уровнем моря.

## Демография
По данным переписи 2006 года численность населения Ком-Хамады составляла 36 334 человека.
Динамика численности населения города по годам:
| 1996   | 2006   | 2018   |
| ------ | ------ | ------ |
| 31 193 | 36 334 | 48 691 |

## Транспорт
Ближайший гражданский аэропорт — Международный аэропорт Александрии.